# 1856

## أحداث
- تأسيس مدينة غوبابوس [الإنجليزية] وتقع حاليا في ناميبيا.
- تأسيس مدينة كوتيا وتقع حاليا في البرازيل.
- تأسيس مدينة فيلا مرسيدس، سان لويس وتقع حاليا في الأرجنتين.
- تأسيس مدينة والا والا، واشنطن وتقع حاليا في الولايات المتحدة.
- 19 يونيو: تأسيس مدينة ريبيراو بريتو وتقع حاليا في البرازيل.
- نهاية حرب القرم في 1 فبراير 1856 والتي بدأت في 1 أكتوبر 1853.
- بداية الحرب الإنجليزية الفارسية في 1 نوفمبر 1856 والتي انتهت في 4 أبريل 1857.
- بداية حرب الأفيون الثانية في 1856 والتي انتهت في 1860.
- 8 يناير - اكتشاف البورق.

## مواليد
- آحاد هعام
- ألبير جاييه
- ألفريد هارمسورث
- تاكاشي هارا
- توماس ميتشل كامبل
- تيوبالت فون بتمان هولفيغ
- جرانفيل وودز
- جورج برنارد شو
- جورجي بليخانوف
- جوزيف طومسون
- جون سنغر سارغنت
- خليل ناصيف اليازجي
- سليمان البستاني
- سيغموند فرويد
- عارف الدجاني
- فرانك بيلينجز كيلوج
- كارل بيترز
- كيت دوجلاس ويجين
- لويس سوليفان
- ليمان فرانك بوم
- ماتيلدي سيراو
- محمد عبد الله حسان
- مرعي باشا الملاح
- نيكولا تسلا
- نينزو ماتسومورا
- هنري رايدر هاجرد
- وودرو ويلسون
- 24 أبريل - مولد فيليب بيتان
- محمود شكري الألوسي
- تادرس وهبي

## وفيات
- أغوستينو باسي
- تيودور كاسيريو
- خوان سانتاماريا
- خيندروب غياتسو
- كيم جيونغهوي
- محمد أمين الواعظ
- نيكولاي لوباتشيفسكي
- هاينرش هاينه
- محمد سعيد الطبقجلي